# Podadora

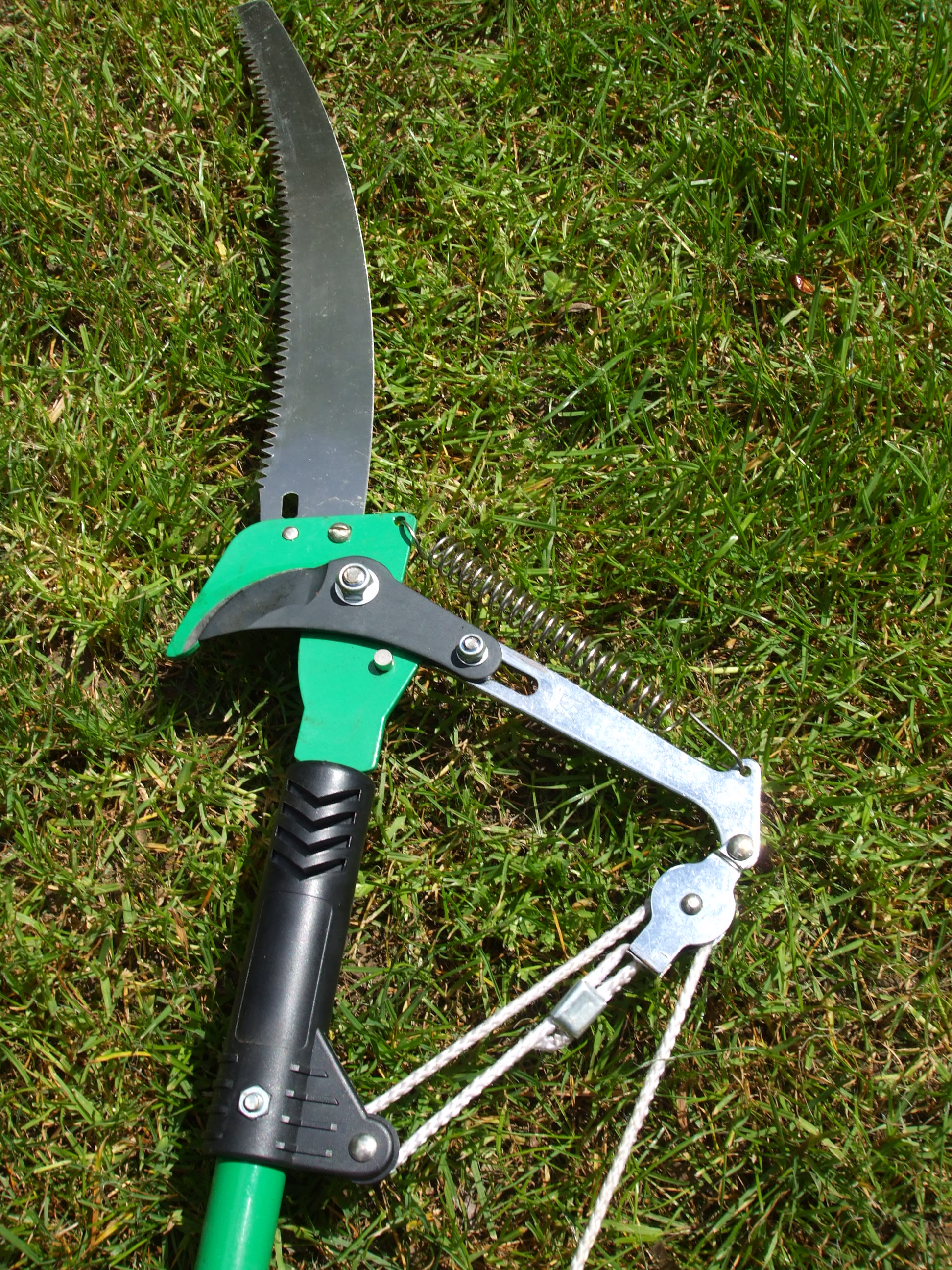
Podadora de vareta de serra i cordill

Una podadora, o cisalla de podar, és una eina utilitzada per a fer tasques de poda, emprant les dues mans. És un tipus de cisalla, de mànec llarg, que s'utilitza per poder tallar branques fins a un gruix de 8 cm. El més corrent és que tingui dos mànecs que poden ser d'una llargària d'entre 50 i 65 cm, però n'hi ha d'altres tipus (p.e.: amb un mànec i un cordill).
Com a següent equip de jardineria de mida més petita, hi ha les tisores d'esporgar, que normalment s'utilitzen amb una sola mà.

## Descripció
La podadora és una eina tallant dissenyada especialment per a efectuar la poda d'arbres i arbusts. El seu mecanisme és similar al d'una cisalla, ja que té dues fulles que es mouen sobre un eix exercint un mecanisme de palanca. Les fulles amb les vores afilades tallen els objectes que se situen entre elles. Les podadores es caracteritzen per la menor longitud i major robustesa de les fulles que una tisora normal el que les habilita per tallar elements gruixuts. Poden tenir una sola fulla esmolada o les dues.

## Construcció

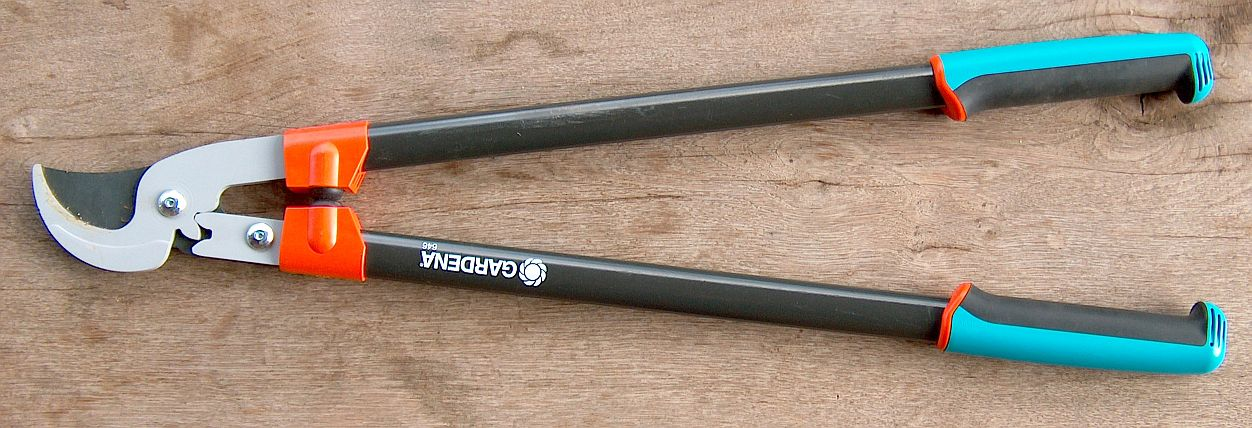
Cisalles de podar de Gardena

En les podadores, es fa una distinció entre les podadores tipus cisalla i les podadores d'enclusa.
Ambdós tipus de podadora solen tenir un cargol d'ajustament en el fulcrum, que es pot utilitzar per estrènyer les fulles a mesura que es van afluixant amb l'ús. També és útil per alliberar materials que bloquegen les fulles. les podadores d'enclusa solen tenir un cargol per ajustar o separar la placa, de manera que es pugui moure per compensar el desgast o reemplaçar-se completament.
Atès que les cisalles de podar, com qualsevol eina de tall es desgasten amb el temps, s'han de netejar i esmolar amb regularitat. Com a mida més gran pe a esporgar branques molt grosses es fan servir serres manuals o bé moto-serres amb motor elèctric o amb motor d'explosió.

## Tipus

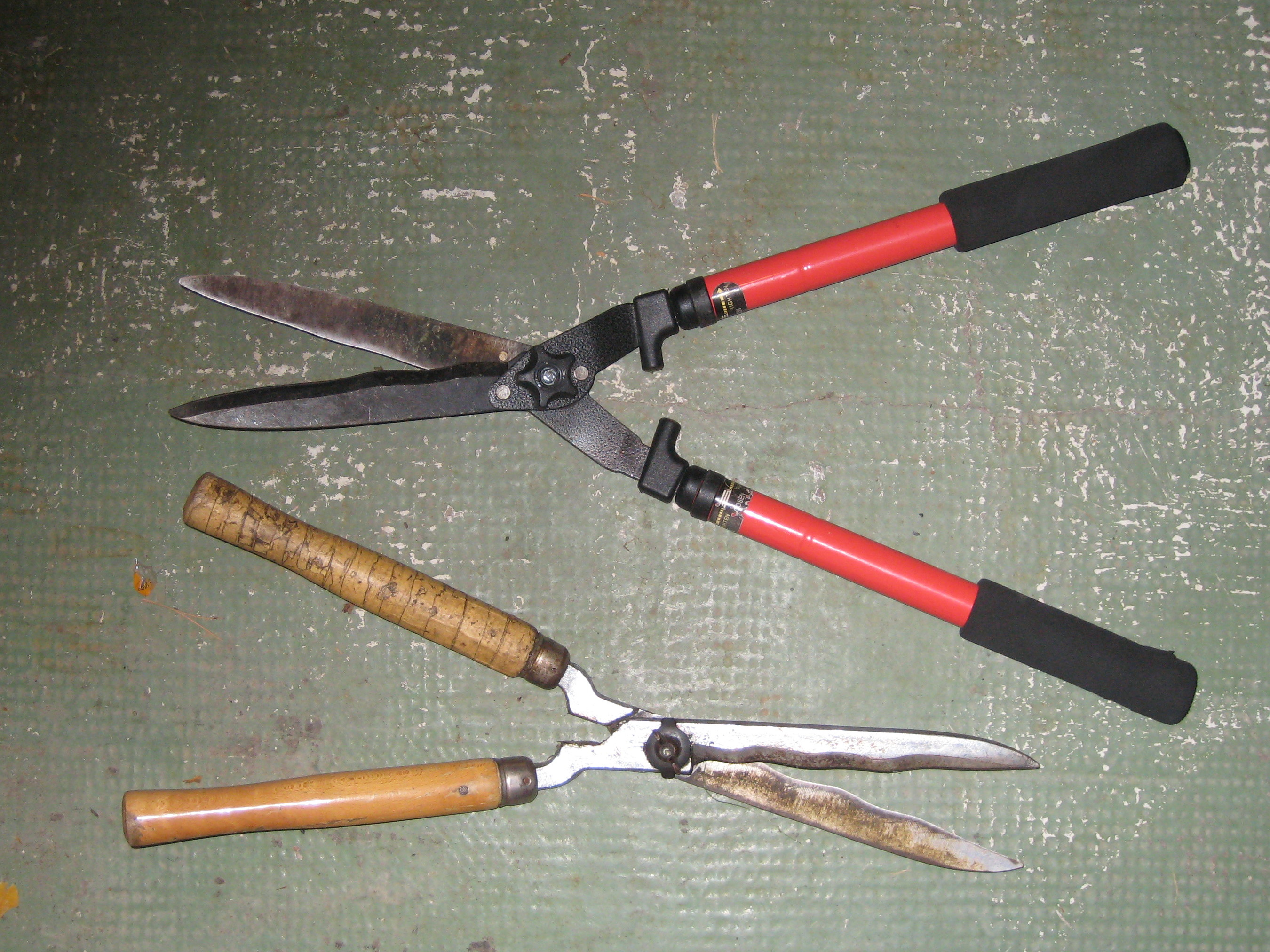
Cisalles de podar tipus tisora

Es distingeixen principalment els següents tipus:
- Podadora tipus cisalla. Són cisalles grans on ambdues fulles es mouen una respecte l'altre, permetent un tall més fi. Tenen les fulles corbes per fer talls nets i propers al tronc. (vegeu la imatge anterior)
- Podadora d'enclusa. Consta d'una fulla afilada que pressió i topa contra una superfície plana de metall: la fulla de vora plana que fa d'enclusa. Aquestes tisores es poden operar amb un esforç més reduït.
- Podadora de braç llarg. Compta amb mànecs més llargs de manera que s'exerceix un esforç incrementat de palanca. D'aquesta manera, pot tallar tiges més gruixudes que les simples tisores.
- Podadora de tisora. Són com unes tisores "molt grans" (n'hi ha de dos tipus: d'ús vertical i d'ús horitzontal). Ambdues fulles es mouen una respecte l'altre. Es fan servir sobre tot per a igualar les superfícies de les tanques, closos i bardisses (vegeu la imatge a la dreta).
- Podadora de vareta. Consta d'un element tallant situat al final d'una vareta que s'acciona mitjançant un cordill. S'utilitza per tallar branques molt elevades o de difícil accés.
- Podadora telescòpica. Algunes podadores tenen un pal telescòpic que es pot estendre fins a una longitud d'uns dos metres per poder arribar a les branques més altes d'un arbre. Aquestes podadores telescòpiques (cisalles de podar amb pal telescòpic), també funcionen amb un "sistema de cordill". La vora de tall es col·loca sobre una branca i es fa força amb l'ajuda del cordill, fins que la branca queda tallada.[4]

## Galeria

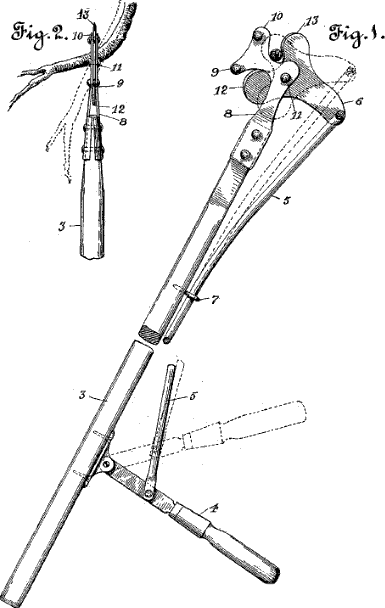
Cisalles de podar amb cable
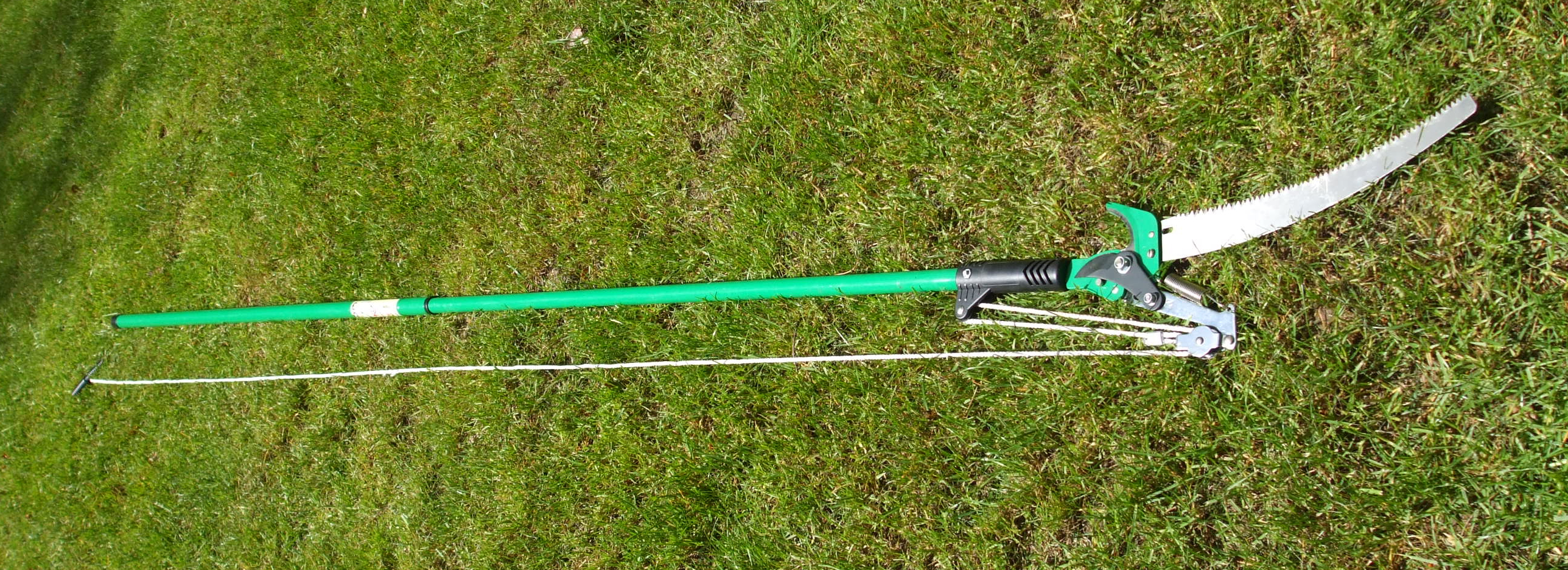
Podadora amb pal telescòpic i tall de serra
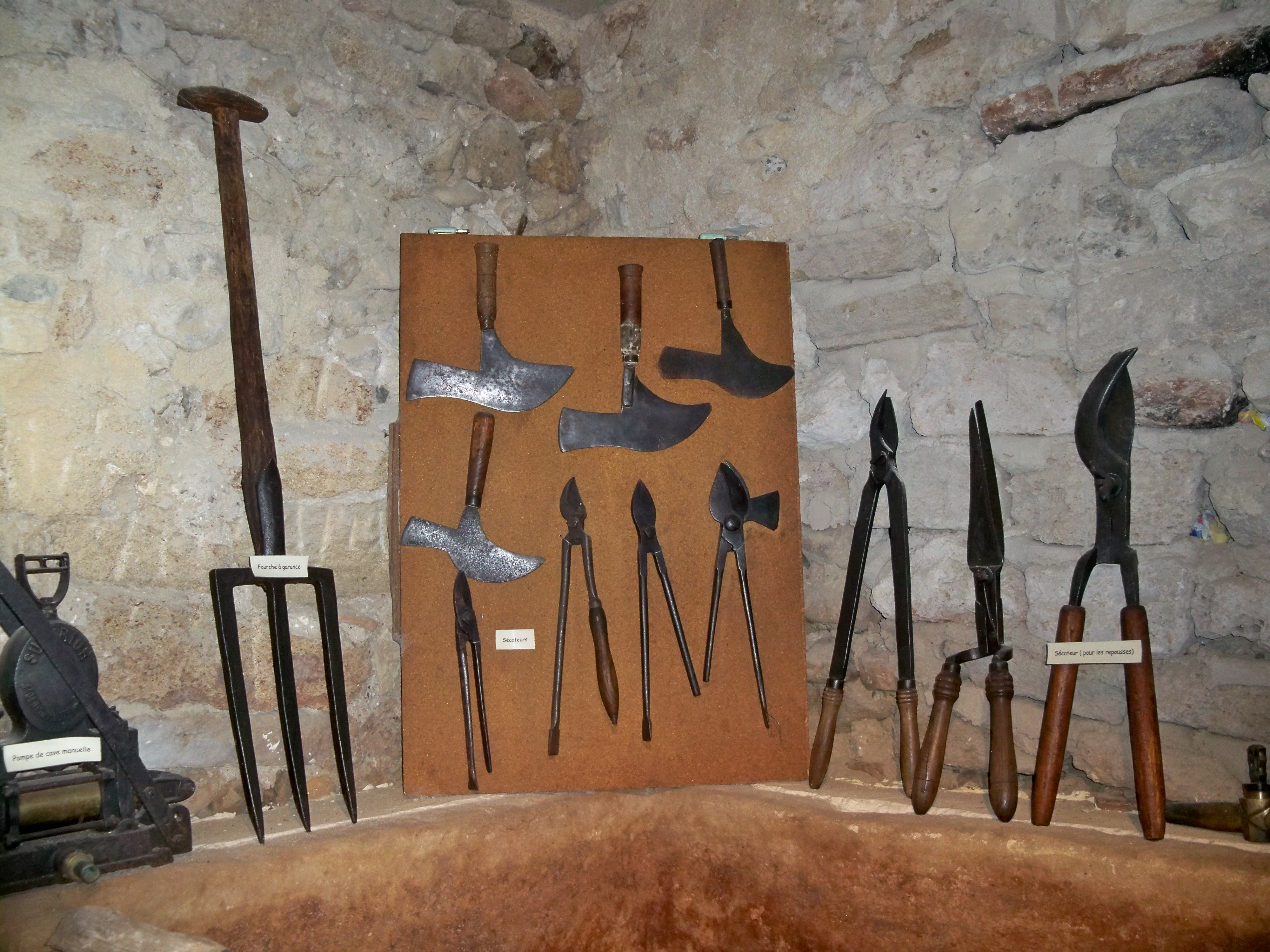
Cisalles de podar entre altres útils